# シグナル (映画)
『シグナル』（原題：The Signal）は、2014年制作のアメリカ合衆国のSFスリラー映画。

## あらすじ
マサチューセッツ工科大学の学生ニックは、親友のジョナと共にガールフレンドのヘイリーの引越しに同行し、カリフォルニア州へと向かっていた。そんなある日、大学のサーバーをハッキングした“ノーマッド”という人物から、ニックの携帯電話に挑発する内容のメールが送られてくる。ハッキング騒ぎの犯人になるところだったニックがジョナと協力して“ノーマッド”の通信を逆探知すると、発信元はネバダ州のグッドスプリングスだった。“ノーマッド”がさほど遠くない場所にいると知った2人は発信元に立ち寄ることを決める。
やがて辿り着いた発信元は廃屋だった。夜の暗闇の中、ニックとジョナが廃屋の中を探索していると、車に残してきたヘイリーの悲鳴が聞こえてくる。慌てて車に戻るがそこにヘイリーはおらず、離れた位置で空中に投げ出されていた。
気を失ったニックが目を覚ますと、見知らぬ施設の中で防護服を着た人間に囲まれており、その中の1人であるデイモンという男から「君達はEBEと接触した」と告げられる。デイモンはそれを“シグナル”と呼び、ジョナが録画していた廃屋の映像に映りこんでいる不気味な姿を見せてきた。ニックの下半身は一切動かなくなっており、ヘイリーは昏睡状態に陥っていて、ジョナとは部屋の通風口を通して会話できたものの様子がおかしい。ニックは意図の分からない質問やテストを行うデイモン達を信用できず、綿密に練った脱出計画を実行に移すが、車椅子であることが災いし失敗してしまう。
連れ戻されたニックは自分の両足が不思議な義足になっていることに気付き、デイモンから「その特殊な状況が興味を抱いた理由だ」と知らされる。悲嘆するニックだが、義足を認識したことで立って移動できるようになり、強硬手段でもって脱出に成功すると、連れ出せたヘイリーも意識を取り戻す。通り掛かった車の運転手ミラベルの助けもあってガソリンスタンドに辿り着いた2人は、成り行きでトラクターを手に入れるも、向かった先は渓谷になっており道路が断たれていた。2人を追うデイモンはミラベルを見つけいくつか質問するが、その返答は次第に正気とは思えない内容になっていく。
ニック達は別の道を進み、資料館のジオラマで周辺の地理を確認することができたものの、道中で見た光景とは一致しない。夜になり、聞こえてきた不審な物音を確認しに行くと、現れたのは防護服を着たジョナだった。ジョナ曰く、誰かの助けで施設から逃げ出すことができたが、その際のことはよく覚えていないという。ジョナは周辺一帯が巨大な実験場であると主張し、自身の体内に何かがいると感じること、両腕の肘から先がニックと同様の義手になっていることを明かす。その頃、デイモンはトラクターの運転手を探し出して脱走した3人の行方を尋ねるが、様子がおかしいとみるや容赦なく射殺してしまう。
ジョナはトラクターを運転し、外に唯一繋がるという道路を辿る。やがて行き当たった検問所を強引に突破しようとするが上手くいかず、ジョナが1人残ってニックとヘイリーを逃がす。しかし、道路の先にはデイモンと武装した部隊が待ち構えており、トラクターは横転させられ、ヘイリーはヘリコプターで連れて行かれてしまった。ニックはデイモンの防護服に貼られた名前のシール（DAMON）を見て、彼こそが“ノーマッド”（NOMAD）であると気付く。ニックは昂ぶる感情のまま凄まじい速度で峡谷にかかった橋を通り抜けると、途中でガラスにぶつかり突き破ってしまう。困惑するニックに、橋を渡ってきたデイモンは防護服を脱ぎ、自分の体が機械であることを明かす。デイモンに背を向けて歩き出したニックは、ここが宇宙空間に造られた巨大な建造物であることを知る。

## 登場人物・キャスト
※括弧内は日本語吹替
ニック（ニコラス・イーストマン）
演 - ブレントン・スウェイツ（立花慎之介）
マサチューセッツ工科大学の学生。陸上競技の選手だったが、ある事情から足が不自由になりつつあり、将来を悲観している。
デイモン（Dr.ウォールス・デイモン）
演 - ローレンス・フィッシュバーン（玄田哲章）
隔離施設の職員の中で唯一ニックと言葉を交わす男。事態を飲み込めないニックに対し、“シグナル”というEBEについて調査していると語る。
ヘイリー
演 - オリヴィア・クック（あいざわゆりか）
ニックの恋人。
ジョナ
演 - ボー・ナップ（下川涼）
ニックとヘイリーの親友。
ミラベル
演 - リン・シェイ
車で移動中の女性。荒野を歩いていたニックとヘイリーをガソリンスタンドまで送るが、おかしな言動を繰り返す。
“ノーマッド”
マサチューセッツ工科大学にハッキングを仕掛けた謎の人物。ヘイリーのラップトップや道路のライブカメラを瞬時にハッキングするなど、高いハッキング能力を持つ。